# Taiga Hata
Taiga Hata (畑 大雅, Hata Taiga), né le 20 janvier 2002 à Nishitama au Japon, est un footballeur japonais qui joue au poste de milieu de terrain au Saint-Trond VV.

## Biographie

### Shonan Bellmare
Taiga Hata commence sa carrière au Shonan Bellmare, qu'il rejoint en 2020 après avoir étudié au Lycée Funabashi. 
Le 22 juillet 2020, il joue son premier match en professionnel lors d'une rencontre de J. League 1, contre le Kashima Antlers. Il entre en jeu ce jour-là, et son équipe l'emporte par un but à zéro. Il connait sa première titularisation quelques jours plus tard, le 5 août, en coupe de la ligue japonaise face au Kashiwa Reysol. Le Shonan Bellmare est battu par un but à zéro ce jour-là,. 

### En équipe nationale
Il compte deux sélections avec l'équipe du Japon des moins de 18 ans.